# Abed Azrié
Pour l’article homonyme, voir Abed.
Abed Azrié (arabe : عابد عازرية), né à Alep en 1945 est un chanteur et compositeur franco-syrien, auteur de deux oratorios, quinze albums de chants, de plusieurs musiques de films et plusieurs livres dont la traduction de l'Épopée de Gilgamesh en français,.

## Biographie
Il naît à Alep le 24 novembre 1945 et après plusieurs années passées à Beyrouth, il s’installe à 21 ans à Paris où il étudie la musique classique occidentale. Il y traduit en français de la poésie classique, comme l’Épopée de Gilgamesh écrite en sumérien.

### Les années formatrices
Enfant doué pour le chant, il est soliste lors de la messe quotidienne de son école syriaque et « écouter de belles voix » devient pour lui un plaisir aigu, qu'il s'agisse de passer ses dimanches à courir d'un service d'église à l'autre et d'un rite à l'autre, ou de participer aux rites musulmans et aux fêtes kurdes ou arméniennes. Réfractaire aux conventions culturelles de sa ville natale, féru de cinéma hollywoodien et de musiques populaires d'occident et, surtout, de littérature et de poésie d'Europe et d'Orient, il se lie très tôt d'amitié avec des poètes d'Alep et de Beyrouth où il se rend souvent. 
Le baccalauréat en poche, il vient en France pour la première fois en 1965, et il s'y installe définitivement en 1967 dans le but d'y apprendre à écrire la musique « une musique nouvelle »[pas clair]. Il acquiert la nationalité française en 1982.

### Composition et interprétation
Dès le début de sa carrière, sa façon de travailler présente des caractéristiques qui ne se démentiront pas : une musique composée au service de textes choisis avant tout pour leur esprit rebelle — il entend s'adresser à l'être humain dans ce qu'il a de plus universel et de plus contemporain — et écrits dans des langues auxquelles le lie sa sensibilité personnelle ; un travail sur la durée, souvent entamé longtemps avant la « sortie » de l'œuvre, et repris par la suite dans un souci de perfectionnement.
Pour son premier album, en 1971, il met en musique des poètes contemporains du Proche-Orient et, déjà, il étudie la mythologie de Sumer et les textes des auteurs soufis du IXe au XIIIe siècle.
L'Épopée de Gilgamesh constitue un pivot dans son travail, littéraire comme musical. Il en établit le texte en arabe à partir de fragments divers et il en écrit une traduction française qui figure parmi celles qui font autorité. Sa première mise en musique, en 1977, fait date. Il reprendra plus tard ce travail pour l'enrichir, avec une nouvelle version en 2011 . 
Entretemps, il a écrit un autre oratorio, L'Évangile selon Jean. En 1982, juste après la mort de sa mère, il se retire à la campagne et commence à travailler à un oratorio sur l'Évangile. En parallèle, il approfondit sa connaissance des auteurs soufis et des textes des premiers moines chrétiens d'Orient.
De retour à Paris, il compose sur des textes avec de nouvelles sonorités : l'espagnol pour Suerte, le vénitien pour Venessia. Et il entame une autre œuvre de longue haleine, autour des textes d'Omar Khayyam.
Le travail sur L'Évangile, commencé en 1982, se matérialise en 2001 par une première création de L'Évangile selon Jean chanté en arabe, langue aujourd'hui la plus proche de l'araméen parlé à l'époque de Jésus. Une seconde version de cet oratorio pour solistes, choristes et orchestre d’Orient et d’Occident est créée en 2009 au Conservatoire de Damas, et jouée au festival des musiques sacrées de Fez, à l'Opéra de Marseille et à l'Opéra de Nice. 
En mai 2011, il rend hommage au poète Adonis en lui dédiant un récital de chants donnés à l'Institut du monde arabe.
En 2012 et 2013, il enregistre pour la première fois un album d'après des textes écrits dans une langue non méditerranéenne, l'allemand, pour une  création dans laquelle il fait se répondre des textes de Hafez et de Goethe. Cette œuvre est créée en octobre 2013 au théâtre de l'Atelier, dans le cadre du Festival d'Île de France.
Une cantate sur un texte de Jean Cocteau et un album de chants en français sont en préparation pour l'année 2014.

## Discographie
- 1971 : Le chant nouveau des poètes arabes — Le Chant du Monde
- 1974 : Wajd — Le Chant du Monde
- 1977 : L’Épopée de Gilgamesh — Shandar — Réédition 2005 Doumtak / Harmonia Mundi
- 1979 : Les Soufis — ADDA
- 1985 : Le chant de l’arbre oriental — EMI
- 1989 : Pour enfants seulement — CDA
- 1990 : Aromates — Warner / Nonesuch  — Réédition 2006 Doumtak / Harmonia Mundi
- 1994 : Suerte (avec Pedro Aledo, chant espagnol) — Empreinte Digitale
- 1995 : Lapis-Lazuli — Sony Music — Réédition 2004 Doumtak / Harmonia Mundi
- 1998 : Suerte Live (avec Serge Guirao, chant espagnol) — Empreinte Digitale — Réédition 2004 Doumtak / Harmonia Mundi
- 1999 : Omar Khayyam — Sony Music — Réédition 2004 Doumtak / Harmonia Mundi
- 2000 : Venessia (chanté en vénitien) — Nocturne
- 2005 : Chants d’amour et d’ivresse — Doumtak / Harmonia Mundi[12]
- 2005 : Comptines pour enfants seulement — Doumtak / Harmonia Mundi
- 2006 : Suerte Live in Berlin (avec Ana Felip, chant espagnol) — Doumtak / Harmonia Mundi  (CD + DVD)
- 2008 : Mystic — Doumtak / Harmonia Mundi  (CD + DVD)
- 2009 : L'évangile selon Jean — Doumtak / Harmonia Mundi (2 CD+ 1 DVD)
- 2010 : L'épopée de Gilgamesh — Doumtak / Harmonia Mundi (CD + DVD)
- 2012 : Abed Azrié chante Adonis — Doumtak / Harmonia Mundi (CD + DVD)[13]
- 2013 : Hâfez & Goethe (avec Jan Cobow, chant allemand) -Doumtak /  Harmonia Mundi (CD + DVD)
- 2017 : Le luth andalou - Little Village

### Reprises au cinéma
- 1999 : Lovers, film français de Jean-Marc Barr
- 2005 : Vinterkyss, film norvégien de Sara Johnsen
- 2006 : Persona non grata, film américain d'Oliver Stone

## Autres créations

### Textes et mise en scène pour le théâtre
(d'après des mythes suméro-babyloniens, 2 500 ans av. J.-C.)
- 1980 : Descente d'Ishtar dans le monde d'en bas, avec Françoise Thuriez, Nathalie Epron, Anne Hoybel, Isabelle Lafon, Patricia Bilal Elisabeth Hourcade et Widad Alameddine.
- 1980 : Conseils de sagesse, suivi de Le maître et son serviteur, avec Ines Des Longchamps, Jean-Luc Buquet, Marie Balvet et Bruno Choël
- 1980 : Le Mythe de l'oiseau Anzou, avec Benoît Ferreux, Marpessa Dawn, Gérard Falconetti, Jean-Marc Cellier Gérard-Paul Chevalier, Bruno Choël et Renée-Laure Thuriez
- 1980 : Le juste souffrant, avec Jean-Luc Buquet

### Musique pour le théâtre
- 1978 : Bajazet, de Jean Racine, mise en scène d'Henri Ronse, Festival d'Anjou puis Théâtre de la Bastille
- 1990 : À la recherche d'Omar Khayyam en passant par les croisades, compagnie Al Hakawati, Festival de Santarcangelo, Festival international d'Édimbourg et Théâtre de la Colline

### Musique pour le cinéma
- 1994 : L'espoir voilé — Femmes de Palestine, film documentaire français de Norma Marcos diffusé par FR3 et sur une dizaine de chaînes de télévision européennes.
- 1994 : Conte des trois diamants, long métrage belge de Michel Khleifi
- 1995 : Al Leja, long métrage syrien de Ryad Chaia[14]
- 1996 : Chronique d'une disparition, long métrage français d'Elia Suleiman[15].

### Conseil et supervision musical
- 2007 : Le Blues de l'Orient, film français de Florence Strauss. Prix  de la SACEM du meilleur documentaire musical.

### Direction artistique
- 1978 : Sabah Fakhri au Palais des Congrès (2 disques Polydor)
- 1985 : Sabah Fakhri au Théâtre des Amandiers (2 disques Emi Grèce)
- 1995 : Chants d'extase en Islam — Hassan Haffar (1CD Warner France)
- 1995 : Suites d'Alep — Hassan Haffar (3CD IMA / Harmonia Mundi)
- 2010 : Satie en Orient (Doumtak / Harmonia Mundi)

## Traduction vers le français
- 1979 : L'Épopée de Gilgamesh : Textes traduits et adaptés de l'arabe, d'après des fragments sumériens, babyloniens, assyriens, hittites et hourites (Albin Michel, Paris)[16]

## Traduction vers l'arabe
- 1994 : Le Livre de la mer ; Le Livre de la nuit ; Le Livre de la mort ; Le Livre de la fin : Poèmes d'Etel Adnan traduits du français vers l'arabe (Édition Dar Amwâj, Beyrouth)